# Yván Puliti
Yván Puliti Di Marcoantonio (Tovar, Estado Mérida, 31 de julio de 1967) es un político, filósofo y técnico venezolano. Es el Alcalde del  Municipio Tovar para el periodo 2025-2029, cargo que ha desempeñado en tres ocasiones anteriormente.

## Trayectoria política
Giandomenico Pulitti, hermano de Yván, dirigente político del estado Mérida, militante del partido MVR y miembro del gabinete ejecutivo del entonces gobernador Florencio Porras, se postuló para la Alcaldía de Tovar en el año 2004, sin embargo su candidatura fue frustrada luego de su asesinato el día 8 de mayo del mismo año, motivo por el cual el partido en su seno regional decide postular a su hermano Yván Pulitti Di Marcoantonio, quien obtiene la victoria con el 52,13% de los votos.

### Primer gobierno (2004-2008)
Puliti ejerce una gestión enmarcada en críticas y polémicas por supuestas malversaciones en los fondos destinados al "Proyecto Endógeno Municipal", la adquisición de una planta de asfalto, la compra de la Posada "La Montaña" en el Páramo de Mariño, la compra de una maquinaria para la limpieza de las calles, el alquiler de terreno en donde funcionaria la planta de asfalto, la construcción de la Avenida Perimetral en su segunda etapa, la compra del terreno para la construcción del nuevo terminal de pasajeros, la inversión en la planta procesadora de pulpas naturales, entre otras.
El 23 de noviembre del 2008 pierde la opción de alzarse con la reelección a la Alcaldía frente a su opositor Lizandro Morales tras obtener poco menos del 48% de los votos.

### Director del FOMVIH
Fue designado como responsable de la Gobernación del estado para la zona del Mocotíes en materia de infraestructura y vialidad durante la gestión de Marcos Diaz Orellana y luego fungió como director del Fondo Merideño para los Consejos Comunales y así mismo la dirección del Fondo Merideño para la Vivienda bajo la administración del gobernador Alexis Ramírez.

### Segundo gobierno (2013-2017)
El 8 de diciembre de 2013 fue elegido alcalde del Municipio Tovar con tan solo el 48% de los votos, los cuales le alcanzaron para alzarse como el nuevo burgomaestre luego de la división de las filas opositoras en esa oportunidad.
Durante su segunda gestión enarboló el lema "Eficiencia o Nada, Lealtad con Chávez" y logo es “Alcaldía del Municipio Bolivariano de Tovar” identificando a su gestión municipal, período en el cual logró desarrollar solo en los primeros 13 meses de gestión un sinfín de obras entre las cuales destaca: Construcción de la Avenida Domingo Alberto Rangel (inaugurada en 2015), Asfaltado, Demarcación y Recuperación del 80% de las calles, carreras y avenidas de la ciudad y el  Municipio Tovar en general, Inicio del Acueducto de Santa Bárbara, Electrificación de todos los sectores que conforman la zona urbana de la  Ciudad de Tovar, entre muchas otras obras.
Sin embargo, dicha gestión fue criticada por sus opositores, entre los cuales destaca la Licda. Sonia Castro, alegando posible indicios de corrupción dentro de su gestión debido a la presencia de su entonces jefa de despacho, y quien además fuera sobrina de Puliti, María Inés Puliti.
En el año 2017, durante las Protestas en Venezuela de 2017, Puliti vivió una de los momentos más polémicos dentro de su gestión, debido al creciente malestar dentro de la población a causa de la crisis económica que para ese momento azotaba el país, así como por el asesinato de varios jóvenes tovareños que protestaban en contra de la represión por parte de las fuerzas del estado.
Culminó su segunda gestión el 14 de diciembre de 2017, tras entregarle el cargo al entonces alcalde electo, Luis Márquez.

### Tercer gobierno (2022-2025)
Puliti resultó electo como slcalde del Municipio Tovar para un tercer periodo el 21 de noviembre de 2021 en las elecciones regionales, tras obtener el 44% de los votos, resultando vencedor sobre el candidato independiente Reinaldo Guerrero y sobre la candidata de la Mesa de la Unidad Democrática, Sonia Rita Castro, pese a esta haber denunciado fraude en el proceso debido a que no le fueron sumados los votos del alcalde en funciones para ese momento, Luis Márquez, quien había declinado a su aspiración a la reelección para apoyar a Castro, luego de que esta última le ganara las primarias opositoras. 
Los primeros 100 días de gobierno se caracterizaron por la recuperación de parte del parque automotor del municipio, la regularización en el servicio de aseo urbano así como el despliegue de bacheos en las diferentes calles y avenidas de Tovar.[cita requerida]
Dentro de su plan de gobierno a ejecutar, destacan: La creación de la Empresa Municipal de Transporte, la reactivación de la Planta Procesadora de Asfalto así como del Consorcio Agroalimentario de Tovar.[cita requerida]